# V373 Весов
V373 Весов (лат. V373 Librae) — двойная затменная переменная звезда типа W Большой Медведицы (EW) в созвездии Весов на расстоянии приблизительно 959 световых лет (около 294 парсеков) от Солнца. Видимая звёздная величина звезды — от +14,2m до +13,8m. Орбитальный период — около 0,229 суток (5,4965 часов).